# Voetbalacademie Olympique Lyonnais
De Voetbalacademie Olympique Lyonnais is de jeugdopleiding van de Franse voetbalclub Olympique Lyonnais. Door de jaren hebben vele spelers uit de jeugdopleiding het eerste elftal gehaald of zijn ze internationaal geslaagd in het betaald voetbal.

## Algemeen
Het oudste jeugdelftal (Olympique Lyonnais B) is het tweede elftal van Olympique Lyonnais. Het team komt uit in de CFA, de hoogste voetbaldivisie van Frankrijk voor tweede elftallen. Het merendeel is afkomstig uit de jeugdopleiding, maar enkele keren worden er ook versterkingen gehaald bij andere clubs. Ook spelers die bij het A-elftal weinig kunnen rekenen op speeltijd, of herstellende zijn van blessures worden hier tijdelijk gestald. Thuiswedstrijden worden afgewerkt in het Plaine des jeux de Gerland, dat een capaciteit heeft van 2500 plaatsen.

## Behaalde prijzen
Kampioenschap CFA (5x)
1993, 1998, 2001, 2003, 2006
Landskampioenschap -18 (3x)
1993, 2000, 2005
Landskampioenschap -16 (3x)
1994, 2000, 2004
Coupe de France -16 (2x)
1960, 1996
Coupe Gambardella (3x)
1971, 1994, 1997

## Technische Staf

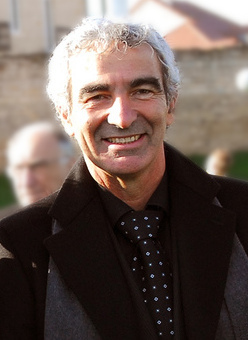
Raymond Domenech, voormalig hoofdtrainer en jeugdspeler.

De jeugdtrainers en (enkele) medewerkers:
| Naam            | Functie          |
| --------------- | ---------------- |
| Claude Puel     | Hoofdtrainer     |
| Robert Valette  | Hoofdtrainer CFA |
| Patrick Paillot | Hoofdtrainer -18 |
| Armand Garrido  | Hoofdtrainer -16 |
| Joël Bats       | Keeperstrainer   |
| Guy Genet       | Sportcoördinator |

## Actuele selectie Olympique Lyonnais 'B'
| Nr. | Positie | Speler                   |
| --- | ------- | ------------------------ |
|     | DM      | Jeremy Frick             |
|     | V       | Biassoum Cheik Coulibaly |
|     | V       | Amos Youga               |
|     | V       | Mouhamadou-Naby Sarr     |
|     | M       | Jason Lagarde            |
|     | M       | Sebastien Flochon        |
|     | M       | Christian Ngando         |
|     | M       | Nabil Fekir              |
|     | M       | Sidy Kone                |
| 31  | M       | Saïd Mehamha             |
| 41  | M       | Maxime Blanc             |
| 43  | V       | Samuel Umtiti            |
| 46  | A       | Gregoire Puel            |
| 47  | M       | Rachid Ghezzal           |
| 49  | M       | Jordan Ferri             |
| 50  | A       | Ali Touncara             |
| 51  | A       | Mohamed Yattara          |
| 52  | M       | Alassane Plea            |
| 53  | A       | Willian Le Pogam         |

| Nr. | Positie | Speler            |
| --- | ------- | ----------------- |
| 54  | A       | Harry Novillo     |
| 55  | M       | Xavier Chavalerin |
| 57  | V       | Medhi Zeffane     |
| 58  | DM      | Jean N'Djalkonog  |

## Doorgestroomde spelers
Enkele (voormalige) prominente spelers uit de jeugdopleiding van Olympique Lyonnais:

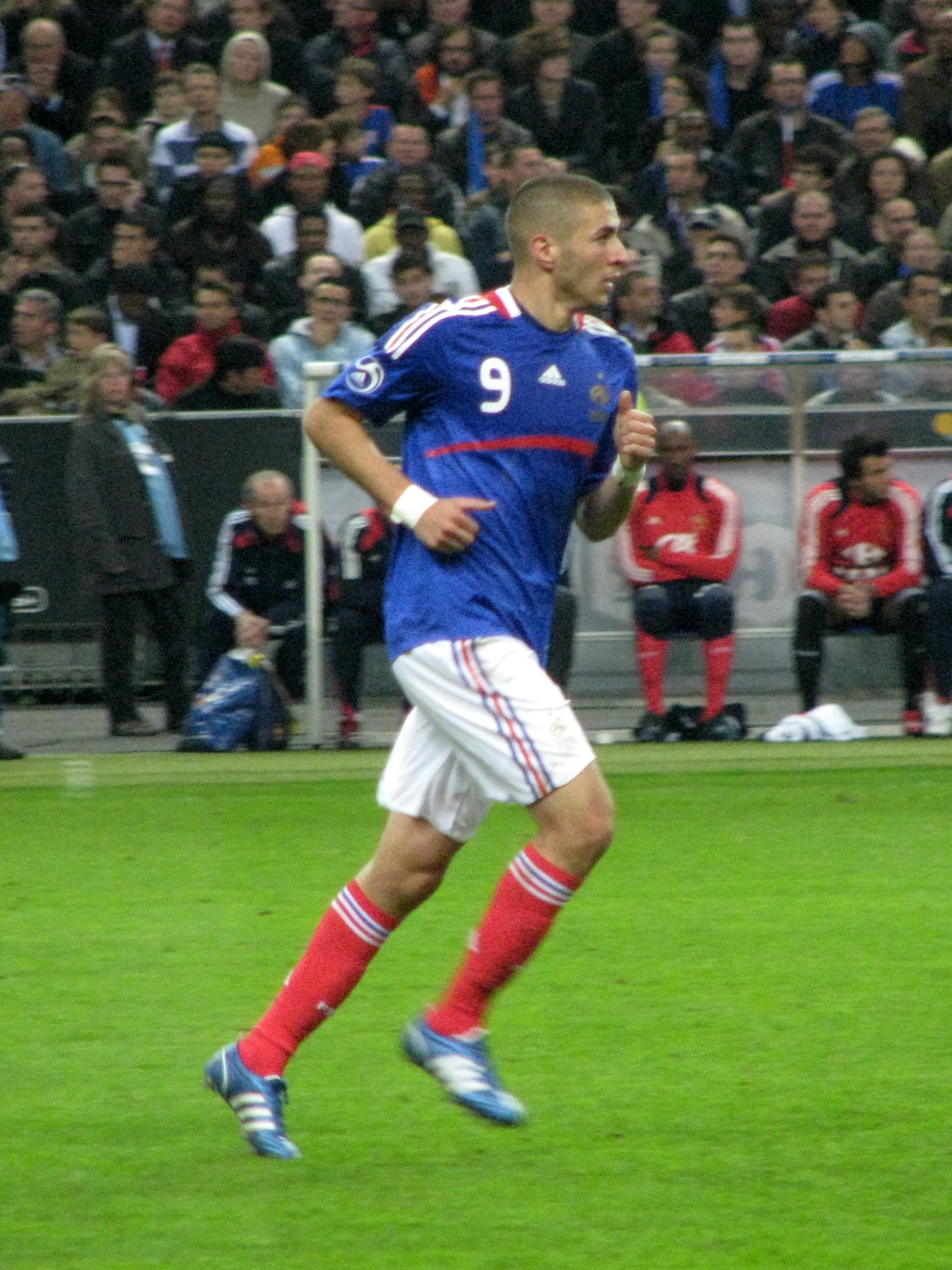
Karim Benzema, een prominent product van de eigen jeugdopleiding.

| Nationaliteit      | Naam              | Debuut betaald voetbal | Latere club(s)                          |
| ------------------ | ----------------- | ---------------------- | --------------------------------------- |
| Vlag van Frankrijk | Loïc Rémy         | 14 oktober 2006        | RC Lens, OGC Nice                       |
| Vlag van Frankrijk | Karim Benzema     | 15 januari 2005        | Real Madrid CF                          |
| Vlag van Frankrijk | Hatem Ben Arfa    | 6 augustus 2004        | Olympique Marseille                     |
| Vlag van Frankrijk | Jérémy Berthod    | 13 september 2003      | AS Monaco, AJ Auxerre                   |
| Vlag van Marokko   | Jamal Alioui      | 13 september 2003      | Perugia, FC Metz                        |
| Vlag van Senegal   | Demba Touré       | 1 februari 2003        | Dynamo Kiev, Grasshoppers               |
| Vlag van Frankrijk | François Clerc    | 15 januari 2002        | -                                       |
| Vlag van Frankrijk | Sidney Govou      | 15 januari 2000        | -                                       |
| Vlag van Frankrijk | Jérémie Bréchet   | 19 september 1998      | Internazionale, PSV Eindhoven           |
| Vlag van Frankrijk | Steed Malbranque  | 21 februari 1998       | Fulham, Tottenham Hotspur, Sunderland   |
| Vlag van Kameroen  | Joseph-Desiré Job | 8 augustus 1997        | Middlesbrough FC, RC Lens               |
| Vlag van Mali      | Frédéric Kanouté  | 12 september 1997      | Tottenham Hotspur, Sevilla FC           |
| Vlag van Frankrijk | Ludovic Giuly     | 21 januari 1995        | FC Barcelona, AS Roma, PSG              |
| Vlag van Frankrijk | Florian Maurice   | 8 september 1992       | PSG, Olympique Marseille, Celta de Vigo |
| Vlag van Frankrijk | Bruno N'Gotty     | ?? augustus 1988       | Bolton Wanderers, PSG, AC Milan         |
| Vlag van Frankrijk | Raymond Domenech  | 12 september 1970      | PSG, Girondins de Bordeaux              |
| Vlag van Frankrijk | Bernard Lacombe   | 18 augustus 1969       | PSG, Girondins de Bordeaux              |